# ターン・バック・タイム
ターン・バック・タイム (Turn Back Time)はデンマークのポップスグループ、アクアが6番目にリリースしたシングルで、1枚目のスタジオ・アルバム『アクエリアム』に収録されている。

## 概要
- グループにとって3作目となる全英シングルチャート首位を獲得、同チャートでの首位は2021年現在本曲が最後である。
- グウィネス・パルトロウの主演の映画『スライディング・ドア』の挿入曲であった。
- ミュージック・ビデオは二つのバージョンがある。

## トラック・リスト
日本盤 シングル
1. ターン・バック・タイム
2. ターン・バック・タイム（ラヴ・トゥ・インフィニティーズ・クラシック・ラジオ・ミックス）
3. マイ・オー・マイ（ラジオ・エディット）
4. マイ・オー・マイ（スパイス・クライド・アンド・エイトボール・リミックス）